# Kalden
Kalden (en allemand Burg Kalden), est un château-fort allemand situé au nord d'Altusried dans le district de Souabe d'Oberallgäu en Bavière. 
Le parc du château est classé monument archéologique par l'Office d'État bavarois pour la préservation des monuments sous l'ID D-7-8127-0027 dans la liste des monuments archéologiques d'Altusried.

## Géographie
Le château se dresse sur un promontoire à 90 mètres au-dessus de l'Iller et est protégé à l'ouest par un ravin, tandis que le côté est tombe abruptement jusqu'à l'Iller. Dès le Moyen Âge, l'instabilité géologique entraîne des éboulements.

## Histoire
Mentionné en 1128, le château est détruit avant 1500 et il n'en reste alors que des ruines. En 1515, un nouveau bâtiment est construit à 300 mètres au sud du complexe, qui porte désormais le nom de Neu-Kalden. Mais ce nouveau bâtiment est de nouveau abandonné en 1692 et finalement démoli vers 1840 à l'exception d'un fragment de tour. 
En 1384, le château et le domaine reviennent aux seigneurs de Rothenstein, puis en 1409 par achat aux puissants seigneurs de Pappenheim, maréchaux héréditaires de l'empire, qui les revendent à la famille Rothenstein trois ans plus tard. En 1482, les Pappenheimer reprennent possession du château, cette fois par héritage. Joachim von Pappenheim (de) construit le château de Neu-Kalden en 1515, qui est vendu au monastère princier de Kempten en 1692, mais est en même temps abandonné en raison de la menace d'un glissement de terrain. En 1985, le bourg d'Altusried acquiert les ruines.
Un fossé de 25 à 30 mètres de large, qui se prolonge dans le ravin à l'angle sud-ouest, sépare l'emplacement du château du plateau attenant. L'accès actuel en forme de rampe au plateau du château est flanqué d'une tour ronde d'un diamètre extérieur d'environ 6 mètres, qui a été rénovée en 1977, notamment au niveau de l'arrière nord et de la couronne murale. 